# 일본제 한자어
일본제 한자어(日本製 漢字語) 또는 일본식 한자어(日本式 漢字語), 일제 한자어(日製 漢字語), 와세이칸고(일본어: 和製漢語)는 한자의 음과 뜻을 이용하여 일본에서 독자적으로 만들어진 한자 어휘를 말한다. 특히 근대 이후 서양어(주로 영어 및 독일어)를 대량 번역하는 과정에서 만들어진 한자어(번역어)를 주로 가리키는데, 특히 이들 번역 어휘들은 신한어(新漢語)라는 용어를 써서 메이지 시대 이전의 일본제 한자어와 구별하여 나타내기도 한다.
일본제 한자어는 크게 두 종류로 나뉜다. 첫 번째는 과학(科学), 철학(哲学), 우편(郵便),  야구(野球) 등, 새롭게 한자를 조합하여 만든, 문자 그대로 새로운 단어이며, 두 번째는,  자유(自由),  관념(観念),  복지(福祉),  혁명(革命) 등, 중국의 고전에 예로부터 존재했던 한자어에 완전히 새로운 의미를 부여하여 재창조한 단어다.
학자에 따라 후자를 협의의 일본제 한자조어(和製漢語)에는 포함시키지 않는 경우도 있다. 
근대 이후에는 - 性(~성),   - 制(~제),   - 的(~적),   - 法(~법),  - 力(~력) 이나  超 -(초~) 등의 접사에 의한 조어도 활발하게 되어, 오늘날에도 여전히 새로운 단어를 생산하고 있다.

## 메이지 시대 이전
한자가 일본에 전래된 이래, 일본에서는 일본어표기방식과 같이 고유어를 한자로 표기한 것을 다시 한자음으로 읽어 명사화하거나, 한자의 음과 훈을 이용해서 중국에는 없는 개념이나 사물 등을 나타낼 필요가 있을 때, 새로운 어휘를 만들었다. 몇 가지 예를 들면, 화재를 나타내는 火事 가지[*]는 일본 고유어인 火の事를 음독한 것이다. 동일한 방식으로 大根, 立腹등의 단어들이 고유어에서 만들어졌으며, 介錯, 芸者, 三味線 등은 일본특유의 사물이나 개념 등을 나타내기 위해 만들어진 단어들이다.
일본은 국외에 대한 새로운 정보를 대부분 중국의 번역서에 의존했는데, 네덜란드에게 독점적으로 교역을 허용함으로써 난학이 발생하고 중국에 의존하지 않는 서양과의 직교를 통한 번역시도는 해체신서가 처음이었다. 난학을 통해 네덜란드어의 음차어인 舍密이나(후에 중국에서 들어온 化學으로 교체됨), 신경(神経), -선(腺) 등의 의학및 과학용어가 만들어졌고 오늘날에도 쓰이고 있다.

## 개요
일본제 한자어는 한자 전래 이래로 중국어에는 없는 일본 고유의 개념이나 제도, 사물을 나타낼 필요성에 따라 줄곧 만들어져 왔다. 그러나 오늘날 쓰이고 있는 일본제 한자어 대부분은 특히 메이지 시대에 서양 문물을 받아들이면서 집중적으로 번역되어 만들어졌다. 일본의 경우, 메이지 유신 이전에 네덜란드와의 교류를 통해 네덜란드어와 그 문물을 연구하는 난학(蘭學)이 발달하여, 유럽어 번역의 경험과 역량이 어느 정도 쌓인 상태였다.
메이지 유신 이후, 서양어의 번역은 주로 영어, 독일어, 러시아어의 번역으로부터 이루어졌다. 초기에 일본의 문호 나츠메 소세키의 일기를 보면 다음과 같은 문장이 나타난다.
law ハ nature ノ world ニ於ル如ク human world ヲ govern シテ居ル

이것은 당시 서구의 개념에 해당하는 적절한 단어가 없어 고심하던 일면을 보여준다. 일본지식인들의 한학전통에 대한 존중과 낯선 원어를 그대로 받아들이기 보다 일반인들에게 이해하기 쉬운 용어를 만들기 위한 노력에 따라 조어력이 빈약한 일본고유어에 견주어 왕성한 조어력을 갖춘 한자와 한자어를 써서 번역함으로써 다음과 같은 문장이 되었다.
法律ハ自然ノ世界ニ於ル如ク人類世界ヲ統治シテ居ル

이러한 작업에는 당대 일본 학자 및 사상가들의 노력이 있었다. 

## 한자 문화권에 끼친 영향
근대 일본은 이른바 한자 문화권 국가들 가운데 근대시대 서양의 많은 개념들을 한자어로 번역하는데 성공함으로써, 중국과 한국을 비롯한 한자 문화권의 국가들에게 한자어를 역수출 하였다. 
그렇게 정착한 일본제 한자어의 대표적인 예로서, 意識(의식),  右翼(우익),  運動(운동),  階級(계급),  共産主義(공산주의),  共和(공화),  左翼(좌익),  失恋(실연),  進化(진화),  接吻(접문) ('입맞춤, 키스'라는 뜻),  唯物論(유물론) 등 여러 가지의 단어들이 있다. 
이런 일본제 한자어의 어휘는 메이지유신 이후, 중국인 유학생들에 의해, 중국에 역수입되었다.  社会主義(사회주의),  共産党(공산당),  幹部(간부) 등의 상용어를 필두로, 일본제 단어가 총 800개가 넘는다고 한다. 이렇게 일본인에 의해 만들어진 대량의 한자어가 중국내에 정착해있는 것에 대해, 찬성하는 중국인도 있고, 강렬하게 저항하는 중국인도 있다.
량치차오, 쑨원, 루쉰, 마오쩌둥 등은 찬성파였다. 
현재의 중국어에 많은 일본제 한자조어가 쓰여지게 된 것은 량치차오가 그 시초였다고 여겨진다. 루쉰은 자신의 저서에서  万年筆(만년필),  「紹介(소개),  写真(사진) 등의 일본제 한자조어를 다수 사용하고 있었다. 
마오쩌둥은  정풍운동(整風運動) 이라는, 공산당의 활동방식을 개선하는 운동을 하여 기존의 인식을 환기시키던 때에, "문서의 표현을 풍부하게 하기 위해서 외국어를 배우는 것이 중요하다" 고 호소하였다. 연설중에 배워야하는 외국어의 사례로,  幹部(간부) 라는 일본제 한자어를 언급하였다.
번역가인 옌푸는, 일본제 한자조어의 일부를 받아들이는 것은 좋지만, 주로 중국의 고전 서적에서 일본제 신조어에 상응하는 번역어를 발견해야만 한다고 제창하였다. 예를 들어,  経済学(경제학) 을  計学(계학),  物理学(물리학) 을  格致学(격치학),  社会学(사회학) 을  群学(군학),  形而上学(형이상학) 을  玄学(현학)으로 바꿔야 한다고 주장하였다. 
또 당시에, 일본에 유학하고 있던 유학생인 팡웬주는 강렬한 반대파였다. 그는 중국인이 이러한 신조어를 가져다 사용하는 것은 부끄러움을 모르는 행위이다, 일본으로부터 신조어를 도입하는 것은 망국멸족(亡国滅族)이다.라는 식으로 비난하였다.
반대로 1860년대 중반 중국에서 번역된 국제법 해설서인 만국공법(万国公法)이 에도시대 말기의 일본에 수입되어, 국제법 · 정치 · 법학 관련의 개념을 나타내는 중국제 신한자어(中国製新漢語)가 일본어에 수용되기도 하였다.
만국공법에 의해 일본에 수입된 중국제 신한자어(華製新漢語)는 国債(국채),  特権(특권),  平時(평시),  戦時(전시),  民主(민주),  野蛮(야만),  越権(월권),  慣行(관행),  共用(공용),  私権(사권),  実権(실권),  主権(주권),  上告(상고),  例外(예외) 등이 있다.
현재 한자를 사용하지 않지만, 한자 문화권에 속하는 베트남도 마찬가지로 일본 유학생 등을 통하여 베트남어에 일본제 한자어가 흘러 들어왔다. 메이지 시대에 만들어진 이러한 번역어는 수만 낱말에 이른다는 의견이 있다. 이러한 일본제 한자어는 앞서 쓰여왔던 전통 한자어의 용법으로는 어색하다거나 개별문자의 의미만으로는 단어의 뜻을 알기 어렵다는 비판도 있었으나, 익숙한 한자의 한자음만 자국식으로 바꿔서 받아들일 수 있는 간편함때문에 다른 한자문화권 국가에 폭넓게 수용되었다.
현재에도 ‘-단(團), -력(力), -법(法), -성(性), -적(的), -제(制), -주의(主義), -회(會)’ 등 일본식 한자어의 생산성 있는 조어의 어미에 따라 새로운 한자어가 꾸준히 만들어지고 있다.
일본제 한자어의 조어법에는 개별 한자를 이용하여 새로운 어휘를 만들어 내는 방법과 원래 있던 낱말에 새로운 뜻을 더하는 방법이 있다. 특히 후자의 경우, 한국에서 쓰이고 있던 전통 한자어의 용법을 몰아내고 완전히 자리잡은 것들이 어지간히 많다.
- 발명(發明):‘죄인이 스스로의 결백 등을 밝히다, 변명하다’라는 뜻에서 ‘새로운 것을 만들어내다’라는 뜻으로 바뀜.
- 방송(放送): 본디 ‘죄인 등을 놓아 주다’라는 뜻에서 ‘전파에 의한 매스커뮤니케이션’이라는 뜻으로 바뀜.
- 생산(生産):‘자식을 낳다’라는 뜻이었으나, 이 의미로 쓰는 것은 예스러운 것으로 제한되고 ‘제품을 대량으로 만들어내다’라는 뜻으로 바뀜.
- 실내(室內):‘타인의 부인을 점잖이 일컫는 말’이었으나, ‘방이나 건물 따위의 안’이라는 뜻으로 바뀜.
- 중심(中心):‘마음 속’이라는 뜻이었으나 ‘사물 한가운데’라는 뜻으로 바뀜.
- 공원(公園): '관리 집의 뜰'이란 뜻이나, 'public park, 공공장소에 꾸민 정원'의 뜻으로 바뀜.
- 기관(機關): 한문에서는 계책, 계략 등의 뜻이었으나, 특정 기능을 맡는 조직체를 가리키는 뜻으로 바뀜.
- 물질(物質): 한문에서는 사물의 꼴, 형체의 뜻이나 substance의 대역어로 쓰이게 됨.
- 사진(寫眞): 고려시대에는 "초상화"라는 뜻으로 쓰였다.

일본제 한자어들은 베트남에도 도입되었기 때문에 베트남어와도 공통되어 있다. 그러나 중국이나 베트남에서 별도로 어휘를 만들거나, 중국에서 어휘들이 이미 존재하던 경우는 일본제 한자어가 경쟁에서 밀려 도태되었기 때문에 한국어와 일본어 사이에서만 공통되며 중국어나 베트남어에는 다른 어휘가 되어 있다. 전반적으로 서구 유래의 개념 어휘-추상 어휘들은 공통적인 반면, 구체적인 사물들에 대해서는 다른 이름이 많다.
| 한국어, 일본어                 | 중국어                              | 베트남어                                                      |
| ------------------------------ | ----------------------------------- | ------------------------------------------------------------- |
| 비행기(飛行機 hikōki ひこうき) | 중국어 정체자: 飛機, 병음: fēijī    | 베트남어: Máy bay / 𣛠񠚄 (고유어) 베트남어: phi cơ / 飛機      |
| 기차(汽車 kisha きしゃ)        | 중국어 정체자: 火車, 병음: huǒchē   | 베트남어: Tàu hỏa / 艚火                                      |
| 야구(野球 yakyū やきゅう)      | 중국어 정체자: 棒球, 병음: bàngqiú  | 베트남어: Bóng chày / 𣈖持                                    |
| 회사(會社 kaisha かいしゃ)     | 중국어: 公司, 병음: gōngsī          | 베트남어: Công ty / 公司                                      |
| 사진(寫眞 shashin しゃしん)    | 중국어: 照片, 병음: zhàopiàn        | 베트남어: Nhiếp ảnh / 攝影                                    |
| 영화(映畵 eiga えいが)         | 중국어 정체자: 電影, 병음: diànyǐng | 베트남어: Điện ảnh / 電影                                     |
| 공항(空港 kūkō くうこう)       | 중국어 정체자: 機場, 병음: jīchǎng  | 베트남어: Sân bay / 𡑝𠖤 (고유어) 베트남어: phi trường / 飛場 |
| 역(驛 eki えき)                | 중국어: 站, 병음: zhàn              | gare(← 프랑스어) ga                                           |

## 조어 유형
일본제 한자어의 조어유형은 다양한데, 그 조어방법에 따라 몇 가지로 나눌 수 있다. 연구자에 따라서는 기존의 중국어에서 쓰이고 있던 말을 다시 재활용한 경우에는 일본제 한자어로 보지 않거나, 완전한 신조어에 견주어서 그 기여도를 낮게 매기기도 한다.

### 번역차용
번역차용은 번역의 출발어에 있는 단어를 잘라서 도착어에서 그에 맞는 조어요소로 바꿔 줌으로써 만들어진다. 낱말에 따라 그 개개 한자형태소 뜻을 합친 의미가 잘 이해가 되는 경우도 있고, 그렇지 않은 경우도 있다.
- Airport→空港(공항, Air를 空으로, port를 港으로 대응시켰다)
- Homework→宿題(숙제, Home을 宿, work를 題에 대응시켰다)
- Cold war→冷戰(냉전, Cold를 冷, war를 戰에 대응시켰다)
- Hämophilie→血友病(혈우병, Hämo를 血,philie을 友에 대응시키고, 그 의미를 한정시키기 위해 病을 덧붙였는데, 개별 한자의 뜻으로는 "피가 멈추지 않는 병"이란 뜻이 잘 드러나지 않는다)
- Automobile→自動車(자동차, Auto에 自, mobile에 動을 대응시키고 의미 한정때문에 車를 덧붙였다)
- Railroad→ 鐵道(철도, Rail에 鐵, road에 道를 대응시켰다. 중국에서는 道대신 路를 대응시켰는데, 이 때문에 철도와 철로란 용어에 담긴 뜻이 두 언어에서 서로 달라지게 되었다)[2]
- Zuurstof→酸素(산소, Zuur:酸, stof:素)
- Waterstof→水素(수소, Water:水, stof:素)

### 조어
조어는 반드시 원어의 구조에 얽매이지 않고 그 뜻을 잘 드러낸다고 생각하는 한자어 형태소를 골라 옮긴 것이다.
- Philosophy→希哲學(희철학)→哲學(철학)
- Education→敎育(교육)

### 기존 단어에 새뜻 담기
- 文化(문화): 文治敎化(문치교화)의 준말로서 culture에 대응시켰다.
- 經濟(경제): 경세제민(經世濟民) 또는 經國濟民(경국제민)의 준말로서 economy에 대응시켰다.
- 自由(자유): 한문(고전 중국어)에서는 스스로 그러하다란 뜻이었으나, liberty 및 freedom을 두루 일컫는 용어로 사용되었다.
- 社會(사회): 고대 중국어에서는 "종교 의례"에 가까운 뜻으로 드물게 쓰였으나, society의 대역어가 되었다.
- 大學(대학): 이 용어는 중국 고문헌에 여러 가지 뜻으로 예부터 등장하나 유럽의 university에 대응하는 말로 쓰인 것은 일본이 처음이다. 중국에서는 京師學堂(경사학당)이 베이징 대학으로 개칭하면서 근대 교육기관으로 탈바꿈하고 그 전까지 고등교육기관의 이름이었던 학당이란 한자어는 옛 교육기관이란 뉘앙스를 띄게 되었다.

## 비판
일본제 한자어는 일본의 식민지 정책이 활발하게 이루어지던 시기 이전에도 한자 문화권의 국가들이 한자를 매개로 서양 문명을 받아들이는 간편한 방법으로 도입했었다. 이로 인해 일본제 한자어가 한국어나 중국어, 베트남어 등 한자 문화권의 언어에 대량으로 유입되었고, 이들 언어들의 근대적 어휘에서 공통어휘군을 형성하였다. 일본의 식민지 정책이 본격화되자 일본어가 한국어대신 국어의 위치를 점유하게 되면서 한국어에 이러한 일본제 한자어 유입이 한층 가속화되었다. 이러한 현상은 비단 번역어뿐 아니라, 본래 개별 언어에서 쓰이지 않는 일본어의 문체 및 일본 고유 어휘도 함께 유입되었다.
이렇듯 한자라는 공유 매체를 통해 한자문화권의 국가들은 생소한 서양의 개념을 일본을 통해 대량으로 쉽게 받아들일 수 있었던 장점이 있었다. 하지만 이러한 일본제 한자어 수용 과정이 대부분 식민지 침탈 과정 등에서 비주체적으로 이루어진 점과 이후에도 줄곧 이를 무비판적으로 사용해 온 것에 대해 비판이 제기되어 왔다.
특히 이들 일본제 한자어는 해방된 뒤에도 국어사전 편찬 과정에서 편찬자들이 일본 사전의 어휘 풀이를 그대로 따라하여 일본제 한자어라는 의식 없이 전통 한자어의 일부로 알고 쓰고 있는 실정이다. 또한 순수한 의미에서 일본제 한자어라고도 할 수 없는, 표기만 한자로 하고 읽기는 일본 고유어로 읽는 훈독 일본어도 일본제 한자어로 둔갑하여 사용되고 있다.
- 매상: 売り上げ
- 수속: 手続き
- 소포: 小包み
- 수입: 手入れ

그러나 현재 대부분의 일본제 한자어는 특히 근대 학문 영역에서 대체할 수 없는 비중을 차지하고 있고 이들 상당수가 발음과 표기상 한국어의 일부로 정착되어 있는 것도 사실이다.
몇몇 사람들은 일본제 한자어를 비슷한 뜻의 전통 한자어나 고유어로 바꿔 쓰는 운동을 전개하기도 한다. 그러나, 일본제 한자어의 정착과정은 일본 독자적인 것 외에도 일본단독이 아닌 중국과의 상호작용 및 상호차용에 의한 것, 전통한자어에 새 의미를 부여한 것 등 그 성립과정이 복잡다단하기 때문에 정확한 연구없이 감정적인 캠페인에 그치거나 부정확한 내용을 담고 있는 경우도 많다는 주장도 있다.

## 목록 및 대체어
이 목록에서는 일본제 한자어들과, 그 한자어들을 국어순화 정책의 일환으로 한국 고유어나 한국제 한자어 등으로 대체한 사례를 정리한다. (음독·훈독 모두 포함)
- 가봉(假縫) → 시침질
- 가출(家出) → 집 나감
- 개시(開始) → 시작(始作)
- 견본(見本) → 본보기
- 견습(見習) → 수습(修習), 초보(初步)
- 견출지(見出紙) → 찾음표
- 계주(繼走) → 이어달리기
- 고수부지(高水敷地) → 둔치
- 납골(納骨) → 봉안(奉安)
- 납부(納付)하다 → 내다
- 내역(內譯) → 명세(明細), 기록(記錄), 실적(實績), 내용(內容)
- 노견(路肩) → 갓길
- 대합실(待合室) → 맞이방
- 매상(賣上) → 판매액(販賣額), 매출액(賣出額)
- 문화재(文化財) → 문화유산(文化遺産), 국가유산(國家遺産)
- 발매(發賣) → 팔기, 출시(出市)
- 방청제(防錆剤)[b] → 녹막이, 녹 제거제
- 선착장(船着場)→  나루, 나루터
- 세면(洗面) → 세수(洗手)
- 소포(小包) → 작은 보따리
- 수당(手當) → 덤삯, 품삯
- 수부(受付) → 접수(接受)
- 수속(手續) → 절차(節次)
- 시말서(始末書) → 경위서(經緯書)
- 식상(食傷)하다 → 진부(陳腐)하다
- 역할(役割) → 구실, 소임(所任), 할 일
- 원조교제(援助交際) → 미성년자 성매매(未成年者性賣買)
- 입장(立場) → 처지(處地), 체면(體面), 형편(形便)
- 전향적(前向的)으로 → 새로운 관점(觀點)에서, 적극적(積極的)으로
- 절취선(截取線) → 자르는 선(-線)
- 차압(差押) → 압류(押留)
- 천정(天井) → 천장(天障)
- 청부(請負) → 도급(都給)
- 추월(追越) → 앞지르기
- 하청(下請) → 하도급(下都給)
- 할인(割引) → 덜기, 에누리
- 행방불명(行方不明) → 실종(失踪)
- 행선지(行先地)[c] → 가는 곳, 도착지(到着地), 목적지(目的地)
- 호출(呼出)하다 → 불러내다
- 혹성(惑星) → 행성(行星)
- 회람(回覽) → 돌려 보기

### 오직 일본에서만 쓰이는 낱말·의미
다른 한자 문화권에는 없거나, 완전히 다른 뜻이 있는 한자어는 아래와 같다.
- 고수(苦手, にがて) → 질색(窒塞), 서투름
- 답절(踏切, ふみきり) → 건널목
- 물어(物語, ものがたり) → 이야기, 전설(傳說), 신화(神話), 설화(說話)
- 미혹(迷惑, めいわく)[d] → 폐(弊), 누(累)
- 심중(心中, しんじゅう)[e] → 동반자살(同伴自殺)
- 야명(夜明, よあけ) → 새벽
- 이부진(理不尽, りふじん) → 불합리(不合理)
- 타절(打切, うちきり) → 운행 중단(運行中斷)

## 창작에 기여한 인물
- 모리 오가이
- 니시 아마네
- 후쿠치 겐이치로
- 스기타 겐파쿠
- 나가에 조민
- 주만 가나에

## 같이 보기
- 일본어의 한자
- 한국어의 한자어
  - 한국제 한자어
- 근대 중국제 한자어
- 엄역 한어
- 한월어
- 오역
- 거짓짝

### 내용주
1. ↑  그래서 ‘근대 번역어(近代 飜譯語)’라고 부르기도 한다.
2. ↑  일본에서는 자세할 청(錆)을 녹의 의미로 쓴다.
3. ↑  일본어의 先(さき)에는 ‘목적’, ‘미래’의 뜻도 있으나, 한국어의 先에는 그런 뜻이 없다.
4. ↑  한국어에서 迷惑은 ‘무엇에 홀려 정신을 차리지 못함’을 의미한다.
5. ↑  한국어에서 心中은 ‘마음속’을 의미한다.

### 참조주
1. ↑  송민(宋敏)에 따름
2. ↑  일본에서의 鐵道는 Railroad system 곧, 추상적이고 전반적인 철도교통체계를 두루 일컫는 말이고, 鐵路는 구체적으로 "레일이 깔린 길"로 의미가 한정되는데, 중국은 그 반대이다. 일본 번역어를 받아들인 한국어에서는 일본어의 말뜻의 분화가 그대로 남아있다.
3. ↑  박숙희,『반드시 바꿔 써야 할 우리말 속 일본말』
4. ↑  이에 다음과 같은 주장이 있다. "이 용례에서 대하, 도합, 세면, 애매, 천정 등은 모두 조선왕조실록에 똑같은 의미로 용례가 드러나 있는 말들이다. 식상(食傷)이란 상한 음식에 의해 비위가 상한 병증, 즉 식중독을 가리키는 말이며, 혹성은 위성이 아니라 행성(行星)에 대응하는 말이다. 나머지 사례중 이 기사에서 다루고 있는 일본제 한자어에 해당하는 단어는 혹성뿐이며, 나머지는 일본어 고유어가 한자를 매개로 들어온 훈독 한자어들이다.(민초←たみぐさ　입장←たちば　전향←まえむき　절취선←きりとりせん)"